# 柳原一成
柳原 一成（やなぎはら かずなり、1942年9月25日 - 2022年1月29日）は、日本の料理研究家である。近茶流宗家。東京都出身。暁星小学校、暁星中学校・高等学校、東京農業大学農学部卒業。

## 人物
父は先代宗家の柳原敏雄（1912年 - 1991年）で、息子は近茶流嗣家の柳原尚之である。
日本料理の指導だけでなく、食材に研究、テレビ番組の出演やテレビドラマの料理指導のスタッフして活躍していた。
本職だけでなく母校の東京農業大学の客員教授・儀礼文化学会の常務理事も務めていた。
東京都港区に自宅、長野県軽井沢町に別荘と畑があり、両地をよく行き来していた。
2022年1月28日夜、群馬県安中市の国道18号を自身が運転する軽ワゴン車で走行中、側道との分岐にある縁石にぶつかり横転した。その後高崎市内の病院に搬送されたが、頭を強打し骨折しており、翌29日午前に死亡した。79歳没。

## テレビ出演
- きょうの料理（NHK）
- 世界一受けたい授業（日本テレビ）
- チコちゃんに叱られる!（NHK総合）

## 著書
- 『和食の極意-柳原一成の料理がたり』
- 『料理教室 おうちごはんのススメ』
- 『ちゃんと作れる和食』

ほか